# Мирослав Кусмук
Мирослав Кусмук (Сарајево, 29. јула 1970) српски је књижевник.
Прозу је објављивао у штампаним и електронским књижевним часописима. Члан је Удружења књижевника Србије од 2011. године.

## Награде
- Награда Савјета за културу Скупштине града Бања Лука за роман Вук, 2008.
- Награда Савјета за културу Скупштине града Бања Лука за роман Причај ми Лазаре, 2010.
- Награда Министарства просвјете и културе Реублике Српске за роман Олуја.
- Награда Академије „Иво Андрић”, 2017.[1]

## Дела
- Вук, Библиотека Проза, Бесједа, Бања Лука, (2008)  978-99938-1-075-9 ; Принцип-прес, Београд (2009)
- Причај ми Лазаре, Моно и Мањана, Београд, 2011.  978-86-7804-292-8.[2]
- Причај ми Лазаре, Независне новине, Бања Лука, 2011.
- Олуја, Глас Српске, Бања Лука, 2011.[3]
- Бијели шал, Прометеј Нови Сад, 2014.
- Исповијест, збирка приповједака, Ind Media Publishing, 2016.[4]